# 蛇蜥亚目
蛇蜥亚目（学名：Anguimorpha）有时分类层级为蛇蜥下目，属于爬行纲有鳞目的一个演化支，包含：新蛇蜥下目的蛇蜥科（如蛇蜥、鼍蜥等）、异蜥以及毒蜥科（如希拉毒蜥、連珠蜥蜴）以及古蛇蜥下目（如鳄蜥、巨蜥科等）。蛇蜥亚目是由Max Fürbringer在1900年建立，包含Autarchoglossa之中，所有接近巨蜥與蛇蜥，而離石龍子較遠的物種。蛇蜥亚目與鬣蜥類、蛇共同組成Toxicofera演化支，是一群具有毒性的爬行動物。

## 分類
本亚目属于有鳞目有毒类，有些学说则将本分类以下目的层级归类于硬舌亚目。
本亚目的内部分类如下：
- 蛇蜥亚目 Anguimorpha
  - 新蛇蜥下目 Neoanguimorpha
    - 怪蜥类 Monstersauria
      - 毒蜥科 Helodermatidae

    - 複舌类 Diploglossa 又名蛇蜥类
      - 卡氏蜥類 Carusioidea
        - 異蜥科 Xenosauridae：如瘤鱗蜥

      - 蛇蜥超科 Anguoidea
        - †多塞特蜥科 Dorsetisauridae
        - 蛇蜥科 Anguidae：如蛇蜥
        - 蠕蜥科 Anniellidae，又名無足蜥科：如美洲無足蜥
        - 肢蛇蜥科 Diploglossidae

  - 古蛇蜥下目 Paleoanguimorpha
    - 巨蜥超科 Varanoidea
      - †原巨蜥科 Palaeovaranidae
      - 巨蜥科 Varanidae
      - 婆羅蜥科 Lanthanotidae

    - 鱷蜥類 Shinisauria
      - †大凌河蜥属 Dalinghosaurus
      - †墨丘罗蜥属 Merkurosaurus
      - 鱷蜥科 Shinisauridae